# Aung San
Aung San, también conocido como Bogyoke (Natmauk, 13 de febrero de 1915-Rangún, 19 de julio de 1947) fue un militar y político nacionalista birmano. Fue comandante del Ejército Independiente Birmano y presidente de la Liga Antifascista por la libertad de los pueblos.

## Biografía
Nació en Natmauk, ahora  Nyanmar, una localidad en la región de Magway, parte de la Birmania bajo dominio de la India británica. Durante su juventud, cursó estudios en la Universidad de Rangún graduándose en Historia, Ciencias Políticas y Literatura inglesa, resultando elegido presidente de los sindicatos de estudiantes.Y, con U Nu, dirigió la huelga de estudiantes allí en febrero de 1936.
Desde 1938, activista del movimiento nacionalista, lideró y organizó diversas huelgas en contra de la ocupación británica. En marzo de 1940, asistió al Congreso Nacional de la India pero a su vuelta, acusado de incitar a la rebelión, se vio forzado a exiliarse en China. Mientras solicitaba el apoyo del Partido Comunista Chino, fue interceptado por la fuerza de ocupación japonesa y trasladado a Japón donde, sin embargo, fue recibido por el gobierno de Fumimaro Konoe.
Con el apoyo japonés, Aung San logró formar la unidad de los Treinta Camaradas embrión del que sería el Ejército Independiente de Birmania constituido en diciembre de 1941 en Tailandia. En marzo de 1942, tras la toma de Ragún por el ejército nipón, Aung San sería promovido al grado de coronel hasta que en marzo de 1943 logra el ascenso a Mayor General con el que se presentó ante el Emperador y la Orden del Sol Naciente.
El 1 de agosto de 1943, los japoneses declararon la independencia de Birmania y Aung San ocupó la cartera de ministro de la guerra en el primer gobierno. Sin embargo, el escepticismo creciente hacia los planes de soberanía japoneses y el descontento por el trato a la población civil le llevaron en secreto a un acercamiento con la causa aliada y con los movimientos comunistas, hasta que el 27 de marzo de 1945 declaró la insurrección armada contra los japoneses.
Tras la Segunda Guerra Mundial, Aung San se retiró a la vida civil como político presidente del partido de la Liga Antifascista por la libertad de los pueblos mientras los británicos retomaron el control del país con quienes negoció el tratado de independencia firmado en Londres el 27 de enero de 1947 que estipulaba el cambio de soberanía para el año siguiente.
Las elecciones de abril supusieron la victoria por mayoría absoluta de la liga y la presidencia del gobierno para Aung San, pero poco después, fue asesinado el 19 de julio mientras se encontraba reunido con 6 miembros de su gabinete por un comando supuestamente enviado por su rival U Saw.
Su hija Aung San Suu Kyi logró el Premio Nobel de la Paz en 1991.